# Fredrik Vilhelm von Westphalen

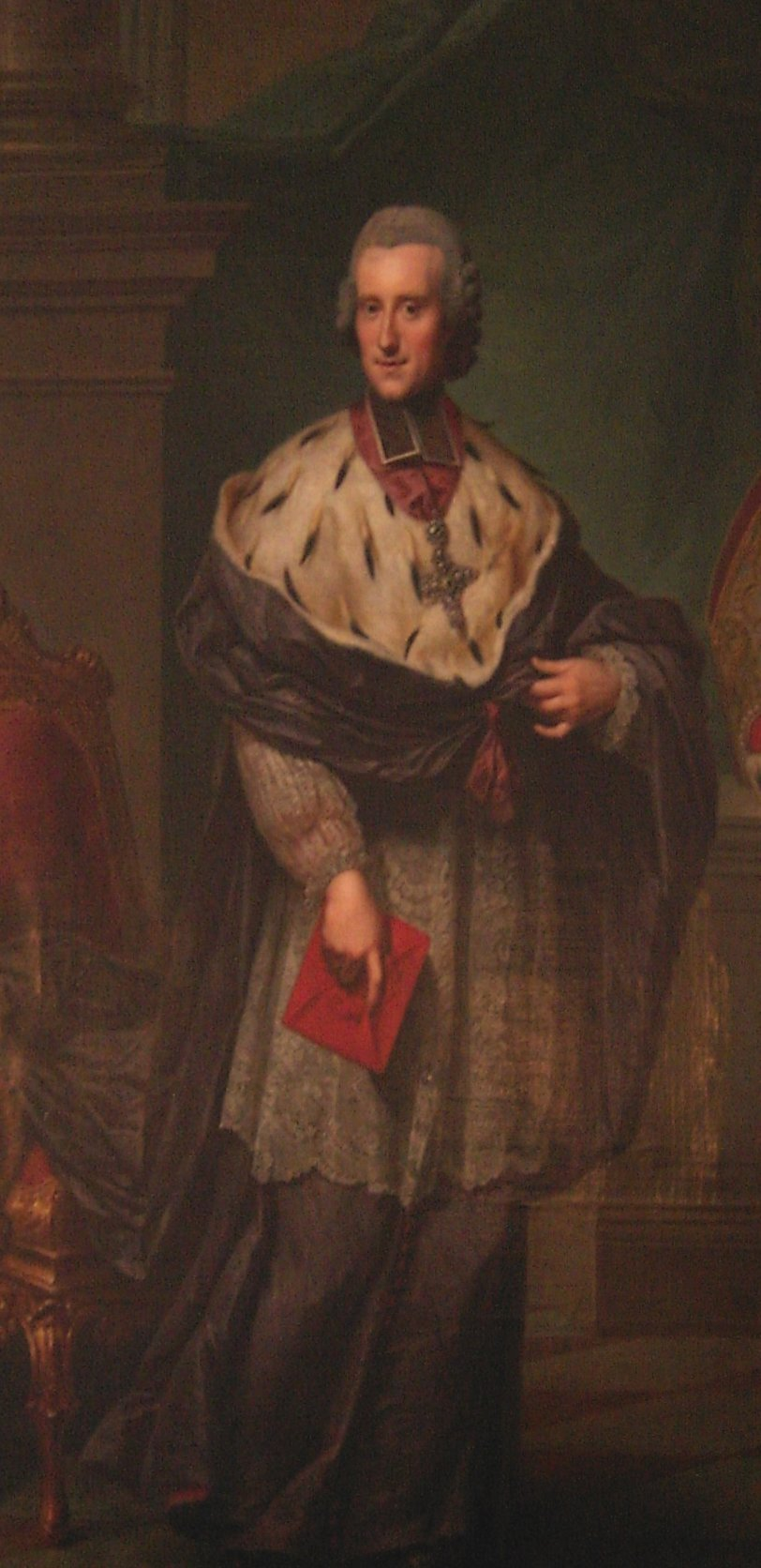
Fredrik Vilhelm von Westphalen.

Fredrik Vilhelm von Westphalen (tyska: Friedrich Wilhelm von Westphalen), född 5 april 1727 i Paderborn, Westfaliska kretsen, Tyskromerska riket, död 6  januari 1789 i Hildesheim, var en furstbiskop av Hildesheims katolska stift och Paderborns katolska ärkestift, samt apostolisk vikarie för Apostoliska vikariatet i de nordiska missionerna.

## Biografi
Fredrik Vilhelm von Westphalen var systerson till furstbiskop Vilhelm Anton von der Asseburg.
Fredrik Vilhelm von Westphalen var verksam i Paderborns domkapitel. 7 februari 1763 valdes han till biskop av Hildesheims katolska stift omfattande Hildesheimkatedralen, ett område omstritt mellan protestanter och katoliker. Den 1 mars 1773 blev han medhjälpare med successionsrätt i Paderborn. 
Han utnämndes han 1775 till apostolisk vikarie för Apostoliska vikariatet i de nordiska missionerna.
Efter sin morbrors död 26 december 1782 blev han biskop i Paderborn, med officiell besittning från år 1783.